# Rends la monnaie, papa
Pour plus de détails, voir Fiche technique et Distribution.
Rends la monnaie, papa (Pour en finir avec Papa au Québec) (Getting Even with Dad) est un film américain réalisé par Howard Deutch, sorti en 1994.

## Synopsis
Alors qu'il prépare un nouveau coup avec ses deux complices, Ray Gleason voit débarquer dans sa vie Timmy, son fils, qu'il n'a pas vu depuis bien longtemps puisqu'il était en prison. Le braquage réussit mais Timmy cache l'argent et, bien décidé à rattraper le temps perdu avec son père, s'en sert comme moyen de chantage.

## Fiche technique
- Titre français : Rends la monnaie, papa
- Titre original : Getting Even with Dad
- Réalisation : Howard Deutch
- Scénario : Tom S. Parker & Jim Jennewein (en)
- Musique : Miles Goodman
- Photographie : Tim Suhrstedt (en)
- Montage : Richard Halsey
- Production : Pierce Gardner & Katie Jacobs
- Société de production et de distribution : Metro-Goldwyn-Mayer
- Pays :  États-Unis
- Langue : Anglais
- Format : Couleur - Dolby - Dolby SR - 35 mm - 1.85:1
- Genre : Comédie
- Durée : 109 min
- Dates de sortie : 
  -  États-Unis : 17 juin 1994
  -  France : 13 juillet 1994

## Distribution
- Macaulay Culkin (VF : Boris Roatta) : Timmy Gleason
- Ted Danson (VF : Jacques Frantz) : Ray Gleason
- Glenne Headly (VF : Brigitte Berges) : Theresa
- Saul Rubinek (VF : Jean-Luc Kayser) : Bobby
- Gailard Sartain (VF : Vincent Grass) : Carl
- Sam McMurray (VF : Patrick Borg) : Alex Zeronski
- Hector Elizondo (VF : Jean-Claude Balard) : Le lieutenant Romayko
- Kathleen Wilhoite (VF : Kelvine Dumour) : Kitty
- Dann Florek : Wayne
- Sydney Walker (VF : William Sabatier) : M. Wankmueller

## Anecdote
- La scène se déroulant durant la partie de baseball quand Saul Rubinek trébuche sur les battes, dégringole dans les marches et reçoit finalement une batte en plein visage est véridique... tout du moins le dernier passage. Cette batte qu'il reçut dans le visage incita naturellement le réalisateur à garder la scène dans le montage final.

- Côté doublage français, c'est le dernier film où Boris Roatta double Macaulay Culkin et le dernier film sorti en France de son vivant pour le comédien de doublage.